# Barón Rojo (banda)
Barón Rojo es un grupo español de heavy metal y hard rock formado en 1980 por Armando de Castro, Carlos de Castro, José Luis Campuzano "Sherpa" y Hermes Calabria. El nombre de la banda proviene del apodo del aviador alemán Manfred von Richthofen, conocido popularmente como Barón Rojo. La agrupación jugó un papel muy importante en la consolidación del heavy metal español junto a otras agrupaciones del género como: Obús, Panzer o Ángeles del Infierno.
Desde la publicación de su primer álbum, Larga vida al rock and roll en 1981, la agrupación ha grabado alrededor de una veintena de discos entre producciones de estudio, álbumes en vivo, recopilaciones y álbumes de vídeo, además de realizar conciertos en varios países de Europa y América asistiendo a escenarios emblemáticos como el Club Marquee de Londres y de participar en importantes eventos como el Festival de Reading de 1982 en Inglaterra, el Heavy Sound Festival en 1983 y 1984 en Bélgica, el Valley´s Rock Festival en 1990 en Francia, Viña Rock (en 11 ediciones, entre 1998 y 2023), Leyendas del Rock (en 7 ediciones desde 2006), Metalway 2006 y 2009, Rock in Rio 2010, el Headbangers Open Air en 2011 en Alemania o Rocktiembre 2016.
La banda fue incluida en la lista de las «50 mejores bandas de rock españolas» de la revista Rolling Stone.

## Historia

### Inicios
Barón Rojo nació de la unión de cuatro músicos, Armando de Castro (guitarra), Carlos de Castro (guitarra y voz), José Luis Campuzano "Sherpa" (bajo y voz) y Hermes Calabria (batería). Los hermanos Carlos y Armando de Castro permanecieron en una banda llamada Coz hasta 1980, momento en que las relaciones entre sus músicos se deterioraron por la diferencia de criterio en la elección del repertorio escogido por la discográfica CBS y el grupo terminó siendo dividido en dos. Los hermanos de Castro, junto al cantante y bajista José Luis Campuzano y el batería uruguayo Hermes Calabria, anteriormente en el grupo de rock progresivo Psiglo, fundaron Barón Rojo, mientras que la otra mitad del grupo Coz continuó con su carrera publicando algunos discos más.

### Década de 1980

#### Larga vida al rock and rollyVolumen brutal
Una vez formado, el grupo debutó a comienzos de 1981 con el álbum Larga vida al rock and roll, publicado por la compañía Chapa/Zafiro. Lanzaron como primer sencillo la canción "Con botas sucias", compuesta por Armando de Castro, cuyas siglas aludieron a la compañía discográfica CBS, sello que editaba los discos del anterior grupo de los hermanos de Castro, Coz. El álbum fue dedicado a la memoria de John Lennon, cantante y guitarrista de Los Beatles, que había sido asesinado recientemente.
El álbum obtuvo la certificación de disco de oro, lo que le proporcionó a la banda actuaciones por toda España y comentarios en televisión, radio y prensa. Gracias a los beneficios del primer LP, el grupo se trasladó a Londres, donde grabó su segundo álbum titulado Volumen brutal. La grabación se llevó a cabo en los estudios Kingsway, propiedad de Ian Gillan, cantante de Deep Purple, en sólo dos semanas. De este disco se grabaron dos versiones, una en castellano y otra en inglés con la compañía Kamaflage, que adquirió los derechos del disco para su venta en Europa.
El 27 de agosto de 1982 Barón Rojo actuó junto a Iron Maiden, Gary Moore, Marillion, Twisted Sister y M.S.G. en el Festival de Reading. La canción "Concierto para ellos", incluida en Volumen brutal, fue una especial dedicatoria a músicos de rock fallecidos como: Jimi Hendrix, Bon Scott, Janis Joplin, John Lennon y Keith Moon.

#### MetalmorfosisyEn un lugar de la marcha
Tras la popularidad obtenida con Volumen brutal y su presentación en el Festival de Reading, la banda publicó en 1983 su tercer disco, titulado Metalmorfosis, grabado también en la ciudad de Londres. El álbum incluyó populares canciones como "Casi me mato", "Hiroshima", "El malo" y "Tierra de Vándalos", así como la balada "Siempre estás allí". Se tenía pensado realizar una versión al inglés también de este álbum pero se desechó la idea principalmente porque la empresa que se encargaba de la distribución internacional de la banda, Kamaflage, quedó en bancarrota. En el mismo año 1983, la casa discográfica "Zafiro" publicó el primer recopilatorio de la banda, con el nombre de "Grandes Temas", y encuadrado en una colección de discos denominados "Viva", que albergaba a artistas tan dispares como Mocedades, María Dolores Pradera, Chiquetete, Joan Manuel Serrat o Leño.
Durante este año participaron en el Heavy Sound Festival en la ciudad de Brujas, en Bélgica; así como volvieron a Venezuela luego de haber actuado el año anterior y realizaron actuaciones por primera vez en Argentina. La agrupación pudo tener la oportunidad de telonear durante tres meses a AC/DC en Estados Unidos pero no se realizó la inversión necesaria para llevarlo a cabo.[cita requerida] Vicente Romero "Mariscal" intentó que Robert Lange produjera el próximo disco de la banda para conseguir esta circunstancia pero no fue posible.
Al año siguiente fue publicado el primer trabajo en vivo de la banda, un disco doble titulado Barón al rojo vivo. Se tenía pensado grabar el álbum en el Budokan de Tokio [cita requerida]pero nuevamente la discográfica no invirtió el capital necesario así que se realizó en el Pabellón del Real Madrid. El disco incluyó cuatro canciones nuevas: "Campo de concentración", "El mundo puede ser diferente", "Mensajeros de la destrucción" y "Atacó el hombre blanco", así como una pequeña versión instrumental de la canción "Whole Lotta Love" de Led Zeppelin (traducida al español como "Muchísimo amor") y las instrumentales "Czardas" y "Buenos Aires", esta última dedicada a la capital argentina. Durante la gira enmarcada en ese año volvieron a Bélgica para actuar de nuevo en el Heavy Sound Festival esta vez realizado en la ciudad de Poperinge. En este festival tuvieron a Metallica actuando antes que ellos cuando la banda americana estaba dando aún sus primeros pasos (llegado 2018, Metallica versionaría el tema "Los Rockeros van al Infierno" de Barón Rojo en sus giras españolas).
En 1985 fue lanzado al mercado el disco En un lugar de la marcha, álbum que fue bien recibido por la crítica, sustentado en canciones como "Cuerdas de Acero" y  "Caso perdido" compuestas por Armando de Castro, "El Baile de los Malditos" de Carlos de Castro, o las de Sherpa y Carolina "Breakthoven" e "Hijos de Caín" (en la que el músico José Barta se encargó de aportar los teclados). Carolina Cortés, pareja de José Luis Campuzano, siguió colaborando de manera constante en la  letra de las canciones compuestas por Sherpa. En 1986 fue publicado otro álbum en directo titulado Siempre estáis allí, con material grabado en varias presentaciones de la banda en el Palacio de los Deportes de Madrid en febrero de 1984.

#### Período de experimentación y salida de Sherpa y Hermes Calabria
En 1987 fue publicado un nuevo álbum de estudio, titulado Tierra de nadie, producido por Joaquín Torres para Serdisco, el cual fue grabado en el estudio Torres Sonido de Torrelodones, Madrid, durante los meses de marzo, abril y mayo del mismo año. Con este álbum comenzó un período de experimentación en el cual Barón Rojo buscó integrar su estilo compositivo con nuevos elementos. Destacaron en este álbum las canciones "La voz de su amo", "Sombras en la noche" y la canción homónima, interpretada con sonidos orquestales.
Ese mismo año Barón Rojo vuela a América para realizar presentaciones en Colombia, con localidades llenas en ciudades como Bogotá, Medellín y Pereira. El álbum No va más, de 1988, nuevamente lanzado por la discográfica Serdisco, lleva una portada enfocada al tema de las apuestas, al igual que la temática de uno de los sencillos del disco "Trampa y Cartón". El disco cuenta con una amplia experimentación con teclados, apreciable en las canciones "Cansado de esperar" y "Mil años luz", además de incluir el sonido de un violín chino y un banjo en la canción "Celtas cortos", título que hace alusión a una famosa marca de cigarrillos. Casi un año después fue publicado el álbum Obstinato, nuevamente producido por Barón Rojo para Serdisco. El álbum fue grabado en los estudios Chamber durante marzo y abril de 1989. En él se dejó un poco de lado la línea experimental abierta en los dos anteriores discos, aunque sin abandonarse completamente. El disco contiene una nueva versión más lenta de la canción "Herencia letal", originalmente del álbum Metalmorfosis.
A finales de 1989 José Luis Campuzano y Hermes Calabria abandonaron la formación de la banda, producto de una suma de factores tales como mala relación con los hermanos de Castro, la desilusión causada por una cada vez menor repercusión mediática en España del heavy metal en general y de Barón Rojo en particular, y por el agotamiento debido a una década plagada de numerosas giras. Sin embargo, los hermanos de Castro decidieron continuar con la banda y experimentar con varias formaciones, como la que llevó a Barón Rojo a estar integrado por cinco componentes, al unírseles Pepe Bao al bajo (conocido por su trabajo en bandas como Manzano y O'funk'illo), José Antonio Nogal "Ramakhan" en la batería (de la banda Tritón) y Maxi González (también de Tritón) como vocalista principal. Con esta formación giraron durante el año 1990 por España, llegando a tocar en el Festival Valley´s Rock de Saint Fortunat en Francia.

### Década de 1990

#### Desafío,Arma secretay álbumes recopilatorios
La década de los noventa comenzó para Barón Rojo con una gira conjunta con Obús, que se llamó "Gigantes del Rock", en la que giraron durante el año 1991 por España realizando algo más de ochenta conciertos. Esta gira sirvió para cohesionar a la nueva formación e ir preparando su siguiente disco. El primer álbum de Barón Rojo en la década de 1990 fue Desafío, disco producido por Carlos de Castro para Avispa Records. Fue grabado en los estudios M-20 de Madrid durante el año 1992. En este álbum la formación estaba compuesta por los hermanos Carlos y Armando de Castro, José Antonio Nogal "Ramakhan" en la batería y Niko del Hierro en el bajo. A pesar de contar con notables canciones como "Te espero en el infierno", "Hijos del Blues", "Rock´stimulacion", "El enemigo a abatir", "Señor Censor" o "Político", el disco no obtuvo un gran éxito debido a los malos tiempos que corría el género y probablemente al escepticismo de parte del público por los cambios de formación de la banda.
En el año 1995, la discográfica Zafiro, propietaria de los derechos de las canciones que Barón Rojo grabó para dicha disquera, publicó un disco recopilatorio llamado Larga vida al Barón, con canciones destacadas de la agrupación desde el álbum Larga vida al rock and roll hasta el Obstinato. En este recopilatorio los integrantes de la banda no tuvieron voz ni voto, sin embargo supuso el acicate para que la agrupación, en esos momentos formada por los hermanos de Castro, Ramakhan y José Luis Aragón, iniciara una gira por toda España.  
Después de este trabajo y con nueva casa discográfica en 1997, la banda publicó el disco Arma Secreta, el cual fue grabado y producido por Carlos de Castro para Clave Records en los estudios Kilociclo de Madrid durante el año 1996. La formación que grabó este disco estuvo constituida por los hermanos Armando y Carlos de Castro, José Martos a la batería y Ángel Arias al bajo, siendo este último el bajista que a la larga más tiempo permanecerá en la banda a lo largo de su historia, grabando 7 discos consecutivos. Arma Secreta es el disco más heterogéneo de la banda en el que se mezclan canciones del viejo estilo del Barón como "Bajo tierra", "Comunicación" o "Todo me da igual", con otros temas con sonidos más acústicos, como "Arma secreta", "Hielo al Rojo", "Sobre este mundo hostil", "No odas" o "Robinsong".
En 1999, salió al mercado un nuevo álbum titulado Cueste lo que cueste. Este disco incluye cuatro temas nuevos, "Cueste lo que cueste", "El trepa", "Cielo o infierno" y "Más de ti", además de una nueva versión de "Resistiré", grabados todos estos temas en los estudios Sonoland de Madrid durante julio y agosto de 1999. Fue publicado por BMG y el disco se compone de dos CD, con los cinco temas mencionados anteriormente más veintiséis de las mejores canciones recopiladas de la trayectoria de Barón Rojo desde el disco Larga vida al rock and roll hasta el disco Obstinato. Armando de Castro, Carlos de Castro, Ángel Arias y Valeriano Rodríguez fue la formación encargada de las nuevas grabaciones que alberga este disco. Sorprendió la presencia de instrumentos de viento metal en la canción "Más de ti". Este disco se convirtió en piedra de toque para un nuevo despegue de la banda, la cual volvió a los platós de televisión para presentar el nuevo disco, en programas musicales de la TVE, y de TVG2, igualmente realizó un concierto presentación del disco en la sala La Riviera, el cual se grabó íntegramente y más tarde lo publicó el periodista Mariano Muniesa  de forma resumida y en formato entrevista-documental, para TV40.

### Nuevo milenio

#### Primera década del nuevo milenio (Desde 20+ hasta En clave de Rock)
En el año 2000 Barón Rojo ficha con el sello Zero Records, siendo la primera aportación a esta discográfica la participación de la banda en el disco "Metal Gods" Tributo a Judas Priest, interpretando la canción "You´ve Got Another Thing Coming". La formación fue la misma que grabó el disco "Cueste lo que cueste", la cual permaneció sin cambios hasta el año 2005. 
La primera década del nuevo milenio se convertirá en una década de resurgimiento en la que la banda vuelve a asentarse en el panorama musical nacional e internacional, volviendo a estar presente en los principales festivales y haciendo prolíficas giras por España, así como volviendo a visitar países sudamericanos donde tantos aficionados mantienen. En el año 2001 Barón Rojo publicó su primer álbum en el nuevo milenio, titulado 20+, en alusión a la existencia de la banda por más de 20 años. Este álbum fue producido por V. M. Arias para Zero Records y fue grabado en los estudios Oasis de Madrid durante diciembre de 2000 y enero de 2001. En esta producción la banda incluyó instrumentos de viento en sus arreglos. El evidente uso de saxofón, trombón e incluso trompetas en algunos temas le impregnó un sonido muy particular al disco. En el álbum se incluyó el videoclip multimedia del sencillo "Fronteras".
Ese mismo año la banda regresa a Colombia, esta vez contratados para tocar exclusivamente en  la ciudad de Pereira, en lo que sería una gran noche recreada por la niebla y el rock duro de Barón Rojo en el velódromo municipal, con la apertura de bandas locales del mismo género como Wizard y Tránsito Libre. Posteriormente la banda volvería a visitar este país sudamericano en varias oportunidades durante esa década. Igualmente visitó Santiago de Chile, donde se grabó uno de los mejores bootlegs que se tienen de la banda "Directo en Santiago de Chile" (14/03/2001), y de esa manera comenzarán un ciclo de giras por diversos países sudamericanos que mantendrán periódicamente hasta llegar a nuestros días.  
En el año 2001 la banda también participó en el disco "V8 No murió", disco tributo a la banda argentina V8, en el que Barón Rojo interpretó la canción "Parcas sangrientas".  
El año 2002 vio el lanzamiento de un nuevo álbum doble en vivo, titulado Barón en Aqualung, producido por Barón Rojo para Zero Records. Este álbum fue grabado en vivo el 5 de octubre de 2001 en la sala Divino Aqualung de Madrid, saliendo a la venta en la primavera de 2002 inicialmente con el título Barón en divino como un DVD y posteriormente en un doble CD con el título Barón en Aqualung, puesto a la venta el 11 de mayo del mismo año. Fue mezclado en los estudios Ritmo & Compás de Madrid. En esta grabación en vivo se puede apreciar el nuevo sonido de Barón Rojo, que incluye plenamente la presencia de músicos invitados con instrumentos de viento.
El 9 de junio de 2003 la banda publicó un álbum de versiones, titulado Perversiones, grabado y mezclado en los estudios Oasis de Madrid durante los meses de marzo, abril y mayo de 2003. Producido por José Miguel Ros y Carlos Rufo para Zero Records, el álbum incluyó versiones de las bandas que son consideradas por sus mismos integrantes como influencias en la carrera musical de la agrupación, como Black Sabbath, Deep Purple, Rainbow, Jimi Hendrix, entre otros.

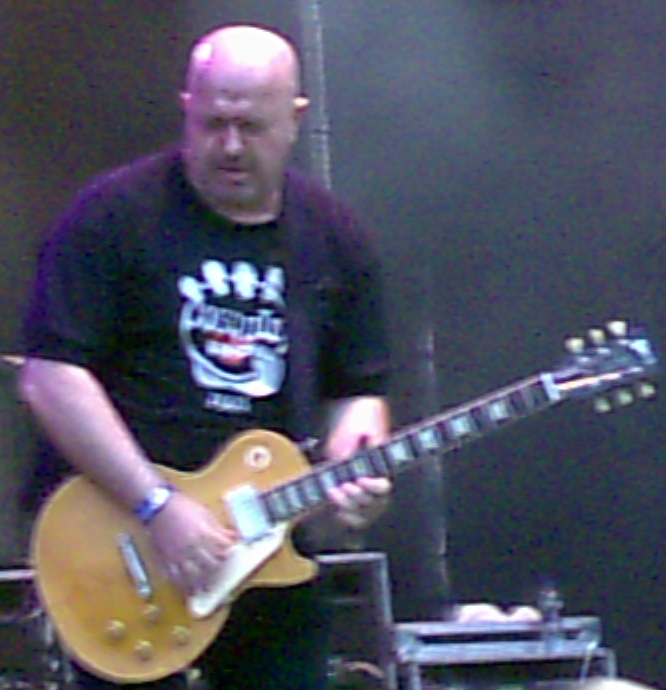
Carlos de Castro actuando en el Metalway Festival en Guernica, 2006.

En 2005 salió de la banda el baterista Vale Rodríguez, que fue sustituido por el anterior batería del grupo, José Martos. A finales de 2006, Santo Grial Records, publicó el álbum de estudio Ultimasmentes, con un sonido más conservador que 20+ y Arma secreta, y contó con la particularidad de tener un tema compuesto y cantado por el bajista Ángel Arias, titulado "Nada que hablar", y uno compuesto por José Martos, titulado "El porvenir, un castigo". También se incluyó en el álbum la canción "El hombre de las cavernas", compuesta por Armando de Castro en 1997 para un proyecto en solitario que nunca vio la luz. Todos los temas están cantados por Carlos, salvo las instrumentales de apertura y cierre, el citado tema cantado por Arias y dos cantados por Armando, "En el centro de la tierra" y la balada "También por ti".
En el año 2006 también se publicó por parte de Sony BMG un disco recopilatorio conmemorando el 25 aniversario de la banda, titulado "Las Aventuras del Barón". Disco recopilatorio que incluía canciones de la primera época más el tema "Cueste lo que cueste" de 1999, además de un DVD con actuaciones del grupo en TVE.
El 19 de noviembre de 2007 fue publicado, de nuevo por Santo Grial Records, un nuevo disco doble en vivo, Desde Barón a Bilbao, compuesto por 2 discos compactos y un DVD. El concierto fue grabado el 23 de agosto de 2007 durante las fiestas locales de Aste Nagusia de Bilbao. Santo Grial Records sacó como adelanto el vídeo del tema "Al final perderán". De este disco se volvería a sacar en el año 2010 una nueva edición, que consistía en una versión reducida del concierto, que a su vez incorporaba algunos bonus tracks inéditos, como la balada "También por tí" y "Crossroads". El lanzamiento de este disco marcó el fin de la etapa de Ángel Arias y José Martos con Barón Rojo, los cuales pasaron a formar parte del proyecto de V.M. Arias, formación a la que llamaron Atlas. Seguidamente la banda anunció la incorporación de los dos sustitutos. El puesto de bajista lo ocupó Tony Ferrer, hasta entonces bajista del grupo tributo a Deep Purple Los Parpel y de José Andrëa, cantante de Mago de Oz en su aventura solista. Para suplir el puesto de baterista fue contratado Rafa Díaz, ex Easy Rider y hasta entonces miembro de Neomenia. Con esta formación y en diciembre de 2007 Barón Rojo grabó para la 2 de TVE "los conciertos de Radio 3", interpretando los temas "al final perderán" "Hermano del Rock & Roll", "Vampiros y Banqueros", "Cuerdas de Acero" y "Los rockeros van al infierno". Tony Ferrer fue expulsado de la banda en septiembre de 2008, siendo sustituido por el exbajista de Ñu, Gorka Alegre. Ese mismo año la banda grabó un nuevo álbum en directo, el cual se publicó en el 2009 por Sony Music con el título de En clave de rock, culminando el ansiado anhelo del grupo de grabar un disco junto a una banda sinfónica, participando en este proyecto la Banda sinfónica C.I.M. de Mislata como colofón a los actos de celebración de los 100 años de creación de dicha banda sinfónica. El artífice de esta extraordinaria idea, que quedó plasmada en un doble disco y un DVD, fue el director en esos momentos de la banda sinfónica C.I.M. de Mislata, Andrés Valero.

#### Reunión de los músicos originales y comienzo de la nueva década
En febrero de 2009 la banda confirmó su participación en el Festival Metalway de Zaragoza, que se llevó a cabo el 20 de junio de 2009 con una reunión especial en la que participaron los cuatro miembros originales del grupo, Carlos de Castro, Armando de Castro, Hermes Calabria y José Luis Campuzano "Sherpa".

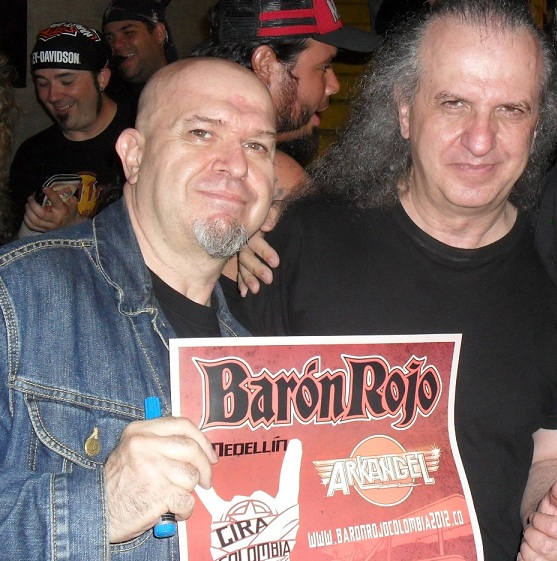
Carlos y Armando de Castro en Medellín, Colombia, en 2012.

Tras la gran acogida de los fanáticos por la participación de los músicos originales en el Festival Metalway, la agrupación salió de gira por territorio español durante el año 2010 con su formación original con motivo del trigésimo aniversario de la banda realizando conciertos en Madrid, La Coruña, Baracaldo (Vizcaya), Villarrobledo (Albacete), Madrid por segunda vez, Barcelona, Cambre (La Coruña), San Javier (Murcia), Valencia y de nuevo Baracaldo (Vizcaya). Sin embargo la formación actual en esos momentos, (Carlos, Armando, Gorka y Rafa) también giró ese mismo año y se fueron alternando conciertos de una y otra formación, Esta formación con Gorka y Rafa en la base rítmica es la que el 14 de junio de 2010 participó en la edición de ese año del reputado festival Rock in Rio, participando en 2011 esta misma formación (Gorka, Rafa, Carlos y Armando) en el Headbangers Open Air de Alemania. 
Para conmemorar la gira de reunión y el 30 aniversario de la banda, en el año 2012 se publicó una película que recoge la trayectoria de la banda desde sus inicios hasta la actualidad. La producción cinematográfica, titulada Barón Rojo: La película, fue dirigida por Javier Paniagua y José San Cristóbal y contó con la colaboración de fanáticos de la agrupación, que aportaron fotos, vídeos, recortes de prensa y anécdotas que fueron incluidos en el filme.
En ese mismo año 2012, los hermanos de Castro junto con Gorka Alegre y Rafa Díaz, regresaron al estudio para grabar su propia versión de la ópera rock Tommy, compuesta por la banda británica The Who en 1975. El resultado fue el álbum Tommy Barón, publicado finalmente el 11 de diciembre de 2012 con adaptación musical de Armando de Castro y letras completamente en español y con el que sacaron el videoclip de la canción "No lo aceptaremos". En el booklet del disco se incluyeron ilustraciones del artista Borja Bonafuente Gonzalo. Este trabajo fue mezclado por Eddie Kramer en Los estudios LAFX de Los Ángeles (USA), y producido por Juan de Dios Martín y Antonio García-Oñate. Además el disco contó con la colaboración estelar de la cantante Eva Amaral, que cantó en el tema "La reina ácida". El disco fue presentado en Madrid el día 12 de abril de 2013 y contó de nuevo con la colaboración durante la actuación de Eva Amaral. La gira de presentación de este disco se prolongó hasta el 2014, incluyendo una mini gira americana por Colombia y Bolivia. En el año 2015 el grupo celebró una nueva gira conmemorando en esta ocasión los 35 años de existencia de la banda (Gira Baronmanía 1980-2015) , que los llevó por los escenarios de Sevilla, Murcia, Tordera, Tarragona, Valencia, Elda, Tudela, Zaragoza, Gijón, Córdoba, Málaga, Barcelona, Bilbao, Segovia, Burgos, Ponferrada, Pinto, Villarreal, Cartagena, Granada, Almería, Arganda del Rey y Luarca entre otras localidades, concluyendo el 19 de diciembre en San Sebastián. Durante la gira, contaron con la colaboración de músicos que habían pasado por la banda en distintas épocas del grupo, como Ángel Arias, Oscar Cuenca o José Martos.
En agosto de 2015 el bajista Gorka Alegre abandonó la agrupación, siendo sustituido provisionalmente por Ángel Arias. El puesto finalmente fue ocupado por Óscar Cuenca. Sin embargo, por problemas de salud, el músico tuvo que abandonar la formación en plena gira sudamericana de la banda en 2016. José Luis Aragón se encargó de suplir al músico hasta el cierre de la gira que contó con la presencia de Barón Rojo en Colombia, Ecuador, Bolivia, Chile, Argentina y Uruguay,  para más tarde volver a la banda Ángel Arias. En el mismo año 2016 Barón Rojo participa en el concierto Rocktiembre celebrado en la Plaza de las Ventas, en donde se grabó un nuevo disco y DVD en directo junto con las otras agrupaciones que participaron en el evento: Coz, Ñu, Topo, Asfalto y Burning. En 2017 la banda realizó gira por Estados Unidos en lo que se llamó "USA and Caribe Tour", con conciertos en Los Ángeles, Chicago, New York, Maryland y Puerto Rico. Ese mismo año, en el mes de junio, Ángel Arias cede el puesto de bajista a Javier Rodríguez, que debutó como nuevo integrante de Barón Rojo. Finalmente en marzo de 2018 se incorporó José Luis Morán, el cual sigue siendo el actual bajista de la banda.

### Última etapa
El 10 de febrero de 2019 la banda anunciaba en rueda de prensa que se despedía con una gira durante el año 2020, coincidiendo con su 40 aniversario, "terminando así su andadura".  Durante 2019 siguieron recorriendo los escenarios de toda la geografía española y participando en los principales festivales de rock.
En 2020, Barón Rojo (con Carlos y Armando de Castro, Rafa Díaz y José Luis Morán) inició su gira de despedida que tenía previsto incluir un buen número de actuaciones por Sudamérica y varios enclaves de Estados Unidos, así como recorrer todo el estado español, en una gira en la que se esperaban hacer más de un centenar de conciertos, sin embargo a los dos meses de iniciada la ruta, la pandemia de COVID-19 frustró los planes de la banda, por lo que sólo pudieron visitar los escenarios de Miranda de Ebro, Santa Cruz de Tenerife, Las Palmas de Gran Canaria, Cádiz, Sevilla, Castellón, Zamora, La Zubia, Córdoba, Valladolid, Aldeanueva de Ebro, Pamplona, Oviedo, Málaga y Vigo.

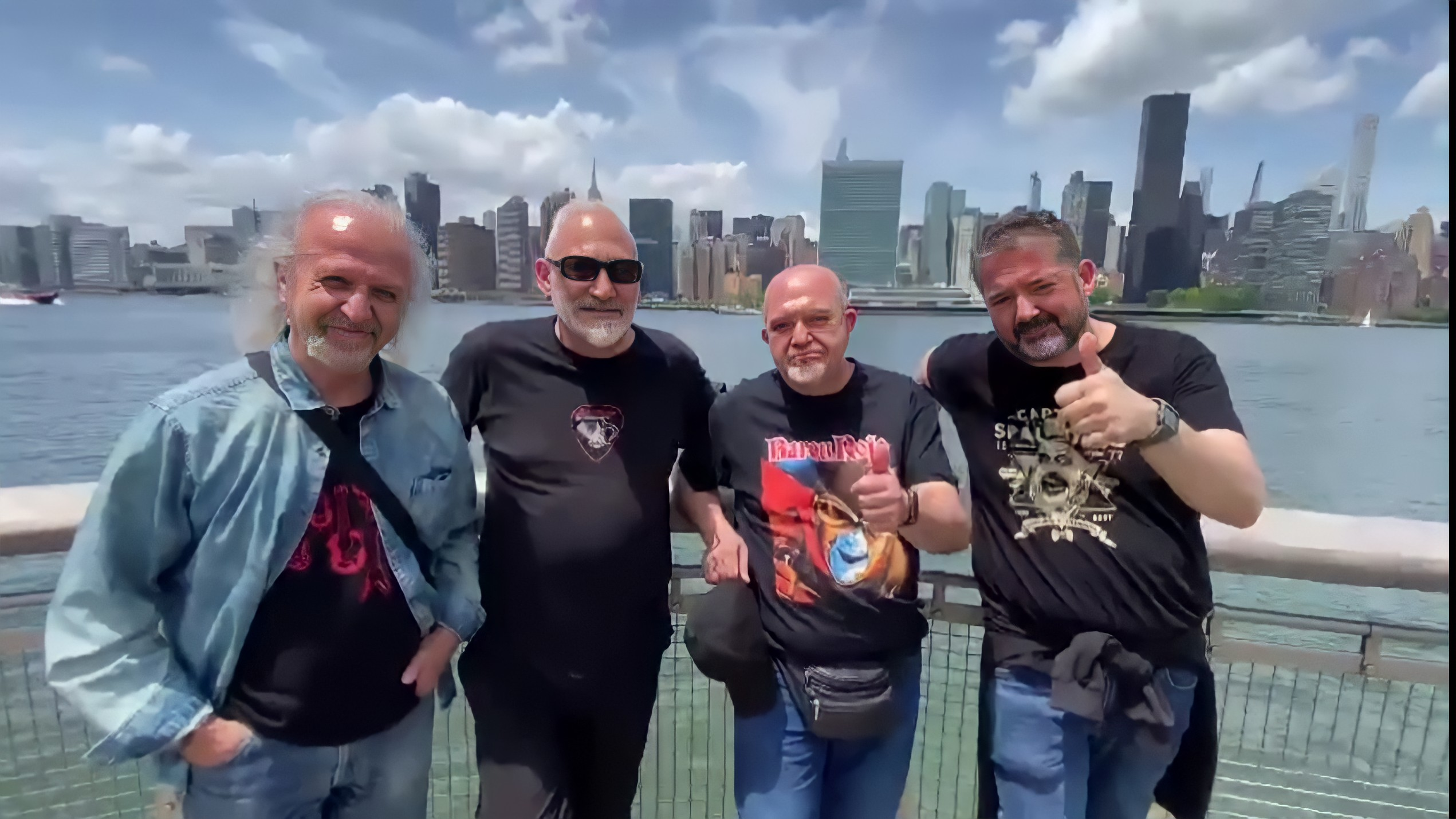
Barón Rojo en la gira USA 2022

Durante 2021 reprogramaron parte de la gira por España, celebrando el 28 de diciembre en el Wizink Center de Madrid su último concierto en la capital. Durante 2022 continuaron cumpliendo el resto de contratos previstos en la gira, tanto por España, como por Sudamérica, algunas ciudades Europeas y los celebrados durante el mes de junio en Estados Unidos (San José y Los Ángeles en California, Dallas, Nueva York, Washington y Chicago), restableciendo una cierta normalidad en la programación de los conciertos tras la pandemia.
A pesar de ser anunciada esta gira como su "gira de despedida", a finales de 2022 la banda lanzó un comunicado anunciando que "El Barón" despegaría de nuevo en 2023, en una gira conjunta con el grupo Obús y así ha seguido girando hasta nuestros días, incluyendo gira americana entre octubre y noviembre de 2024 que englobaba a países como Panamá, El Salvador, Guatemala, Honduras, Costa Rica, Colombia, Chile y Argentina. Volviendo a celebrar una gira especial en 2025, para conmemorar el 45 aniversario de la banda.

### Concierto despedida WiZink Center
- El último concierto de la banda en la capital de España se celebró en el Wizink Center de Madrid, el 28 de diciembre de 2021 en Madrid (El Palacio de Deportes de la Comunidad de Madrid — WiZink Center)
- Miembros:
  - Carlos de Castro - Voz, guitarra
  - Armando de Castro  - Guitarra, voz
  - Rafa Díaz - Batería
  - José Luis Morán - Bajo
- Artistas invitados:
  - Mel Collins,
  - Graham Bonnet,
  - Jørn Lande,
  - Aurora Beltrán y
  - Ángel Arias
- Repertorio:
  - El barón vuela sobre Inglaterra
  - El pedal
  - Barón Rojo
  - El enemigo a abatir
  - El presidente
  - Roquero indomable
  - Casi me mato (con Aurora Beltrán)
  - Tierra de vándalos
  - Caso perdido
  - Te espero en el infierno
  - Son como hormigas (con Mel Collins)
  - Hermano del rock n' roll (con Mel Collins)
  - Breakthoven
  - Buenos Aires
  - Dame la oportunidad
  - Larga vida al rock n' roll
  - Las flores del mal (con Jørn Lande)
  - Seguimos vivos
  - Incomunicación
  - Concierto para ellos
  - Satánico plan/Volumen brutal (Someone's Loving You) (con Graham Bonnet)
  - Cañón cañón
  - Con botas sucias (con Ángel Arias)
  - Resistiré
  - Siempre estás allí
  - Cuerdas de acero
  - Hijos de Caín
  - Los roqueros van al infierno
  - Fin de fiesta con Long Live Rock N' Roll, All Night Long y Reina ácida (con Graham Bonnet, Jørn Lande, Mel Collins, Aurora Beltrán y Ángel Arias)

## Legado

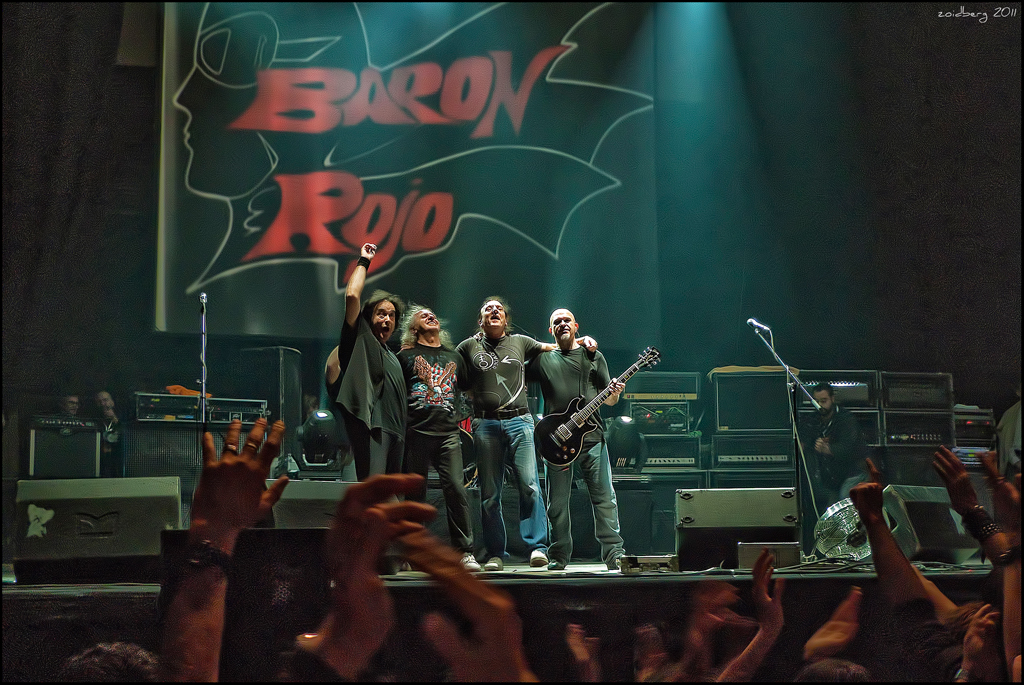
Barón Rojo en concierto 2011

Barón Rojo es uno de los grupos pioneros del heavy metal en español, además de haber sido uno de los más importantes del rock español. En 2012, la revista Rolling Stone calificó a Barón Rojo como la 18.ª mejor banda del rock español. Sus álbumes Volumen brutal y Metalmorfosis fueron incluidos por la revista musical Al Borde en la lista de los 250 mejores de todos los tiempos como el 17.º y 107.º mejores álbumes de la historia del rock en castellano, respectivamente.
A comienzos de la primera década de los años 2000, el historietista español Pedro Vera dedicó a los hermanos de Castro y a Barón Rojo el episodio número 8 de una serie de vídeos animados que llevó a cabo con los protagonistas "Ortega y Pacheco" de la serie de cómics humorísticos que desarrolló semanalmente para la revista satírica El Jueves.
En 2002, Francisco Ibáñez, creador del cómic “Mortadelo y Filemon”, regaló a la web oficial de Barón Rojo un dibujo con una versión bizarra de Mortadelo portando el “look” de Carlos de Castro  y lo presentó como:  “Mortadelo de Castro, el hermano de Carlos”. 
En 2002 fue publicado un álbum tributo al grupo, titulado Larga vida al... Volumen brutal, en el que agrupaciones como Lujuria, Tierra Santa, Rata Blanca, Los Suaves, Ankhara, Mägo de Oz o Azrael rinden homenaje a Barón Rojo, interpretando los clásicos de la agrupación que formaron parte de los dos primeros discos de la banda, de ahí el título del disco, "Larga vida al... Volumen Brutal". En el 2006 en Argentina también se publicó otro álbum tributo a la banda, titulado "El barón vuela sobre Argentina", con la participación de bandas de ese país suramericano como Jasón, Lörihen y Nafak.
En junio del 2003 se celebró la primera convención y exposición de Barón Rojo en las dependencias de la Sala de ámbito cultural del Corte Inglés de Sabadell, en la que se ofreció la presentación de varios audiovisuales, una exposición de discos, rarezas, instrumentos y otros materiales pertenecientes a la banda, así como una conferencia-entrevista a sus miembros, sirviendo estas jornadas para la presentación del disco Perversiones. Igualmente, en abril del 2004 se realizó una segunda convención-exposición en Málaga en las dependencias del Corte Inglés de esta localidad. 
En el año 2004 la canción “Los rockeros van al infierno” de Barón Rojo formó parte del disco que se publicó con la banda sonora de la película “Isi-Disi: Amor a lo bestia” dirigida por Chema de la Peña y protagonizada por Santiago Segura y Florentino Fernández. Igualmente, esta misma canción fue incluida en el episodio 25 de la temporada 14 de la afamada serie “Cuéntame cómo pasó” que se emitió en la TVE el 2 de mayo de 2013, cuando la película hacía referencia a la España de 1981.
En el año 2008 Barón Rojo graba con la Banda Sinfónica CIM de Mislata un concierto en directo, que se publicó en el año 2009 por Sony Music, convirtiéndose en ese momento, en el primer grupo de heavy español en publicar un disco completo en directo con una banda de estas características, emulando los hitos ya alcanzados por grupos internacionales como Deep Purple, Kiss, Metallica o Scorpions. La banda fue dirigida por el maestro Andrés Valero y la formación de Barón Rojo que llevó a cabo esta experiencia estuvo formada por los hermanos Armando y Carlos de Castro, Gorka Alegre y Rafa Díaz. Las partituras de toda la instrumentación para banda sinfónica, se pusieron a disposición de cualquier banda que quisiera realizar un concierto sinfónico con Barón Rojo, habiendo sido varias las localidades españolas que disfrutaron de ese magnífico espectáculo.
En diciembre del año 2010 el periodista musical Mariano Muniesa publicó un libro dedicado al grupo, que llevó por título: Barón Rojo, la biografía definitiva del grupo más grande del Rock Español. En el año 2013 se publicó una segunda edición, incluyendo nuevos apuntes sobre la banda, cambiando el título del libro a "Barón Rojo, La leyenda del Heavy Metal español". 
En el año 2012 se estrenó un film cinematográfico que llevó por título Barón Rojo, la película, película documental española que fue dirigida por Javier Paniagua y José San Cristóbal, que narra la historia de la legendaria agrupación de heavy metal Barón Rojo. 
En el año 2016 los hermanos de Castro, como miembros de Barón Rojo, recibieron en Leganés el premio a la Independencia, por haber sido siempre críticos pero equidistantes a cualquier ideal político, galardón que también recibieron los periodistas José Ramón de la Morena y el presentador de televisión Jesús Cintora, así como el economista José Ignacio Conde y la revista de humor político "El Jueves" entre otros galardonados.
En noviembre de 2016, el grupo sorprendió a sus fanes con la presentación de la nueva Cerveza Barón Rojo. La presentación se llevó a cabo en las instalaciones de "Birra & Blues" en la localidad valenciana de Massalfassar. A dicha presentación asistieron Carlos y Armando de Castro y se contó con la presencia de más de 450 invitados que degustaron la cerveza del Barón.
En 2022 ha visto la luz un nuevo libro sobre Barón Rojo, en esta ocasión publicado por Editorial Salvat, en el que se hace un profundo recorrido por toda la historia del grupo, con una amplia biografía y un repaso tanto a sus álbumes como a los diferentes integrantes del grupo, todo amenizado con un generoso reportaje de fotografías inéditas. El libro se encuadra en una colección titulada Metal Planet, que recorre más de 60 años de música metal a través de los grupos de culto de cada época, dedicando un libro a cada banda, desde Alice Cooper hasta Queens of the Stone Age, pasando por Guns N´ Roses o Metallica.  
En el ámbito del fútbol, la banda y especialmente su canción "Gladiador", la cual habla sobre una peña presumiblemente Hooligan asistiendo a un partido de su equipo, inspiraron a la creación de la barra brava  Barón Rojo Sur del equipo colombiano América de Cali.

## Miembros
- Carlos de Castro - vocalista, guitarrista (1980-2024)
- Armando de Castro  - guitarrista, vocalista (1980-2024)
- Rafa Díaz - baterista (2007-2024)
- José Luis Morán - bajista (marzo 2018-2024)

### Miembros anteriores
- José Luis Campuzano "Sherpa" - bajista, vocalista (1980-1989, 2009-2011)
- Hermes Calabria - baterista (1980-1989, 2009-2011)
- Máximo González - vocalista (1991)
- Pepe Bao - bajista (1990-1991)
- José Antonio del Nogal "Kamakhan - baterista (1990-1995)
- Niko del Hierro - bajista (1991-1992)
- José Luis Aragón - bajista (1993-1995)
- Valeriano Rodríguez - baterista (1998-2005)
- José Martos - baterista (1996-1998, 2005-2007)
- Tony Ferrer - bajista (2007-2008)
- Gorka Alegre - bajista (2008-2015)
- Óscar Cuenca - bajista (2015-2016)
- Ángel Arias - bajista (1995-2007, 2016-2017)
- Javier Rod - bajista (2017-2018)

## Discografía

### Álbumes de estudio
- Larga vida al rock and roll (1981)
- Volumen brutal (1982)
- Metalmorfosis (1983)
- En un lugar de la marcha (1985)
- Tierra de nadie (1987)
- No va más (1988)
- Obstinato (1989)
- Desafío (1992)
- Arma secreta (1997)
- Cueste lo que cueste (1999)
- 20+ (2001)
- Perversiones (2003)
- Ultimasmentes (2006)
- Tommy Barón (2012)
- Desafío (Remastered) (2016)

### Álbumes en vivo
- Barón al rojo vivo (1984)
- Siempre estáis allí (1986)
- Barón en Aqualung (2002)
- Desde Barón a Bilbao (2007) (DVD y 2 CD)
- En clave de rock (2009) (junto a la orquesta sinfónica C.I.M. de Mislata)
- Rocktiembre (2016) (Disco compartido con: Barón Rojo, Ñu, Topo, Asfalto, Burning y COZ)
- Imprescindibles (En Directo) (2021)

### Recopilatorios
- Grandes temas (1983)
- Larga vida al Barón (1995)
- Cueste lo que cueste (1999)
- Las aventuras del Barón (2006)
- Grandes Éxitos (Desde Barón a Bilbao) (2020)

### Películas y documentales
- Barón Rojo, la película (2012)

### Sencillos
- "Con botas sucias"/"Chica de la ciudad"
- "Barón rojo"/"Larga vida al rock n roll"
- "Los rockeros van al infierno"/"Incomunicación"
- "Resistiré"/"Hermano del rock & roll"
- "Casi me mato"/"Tierra de vándalos"
- "Invulnerable"/"Herencia letal"
- "El malo"/"Rockero indomable"
- "Campo de concentración"/"Las flores del mal"
- "Concierto para ellos"/"Tierra de vándalos"
- "Breakthoven"/"Chicos del rock"
- "Cuerdas de acero"/"El baile de los malditos"
- "Hijos de Caín"/"Caso perdido"
- "Pico de oro"/"El pedal"
- "Tierra de nadie"/"El precio del futuro"
- "Travesía urbana"/"En tinieblas"
- "Trampa y cartón"/"Los domingos son muy aburridos"
- "Get on your knees"
- "Alí Baba y los 40"/"Exorcismo"
- "Te espero en el infierno"
- "Stand up"/"You're telling me"/"Baron flies over England
- "Arma secreta"/"Fugitivo"
- "Cueste lo que cueste"/"Resistiré" (versión nueva)
- "Fronteras"
- "Concierto para ellos" (En directo)/"20+"(En directo)
- "Neon knights"/"What's next to the moon"/"Move over"
- Los Rockeros van al Infierno (Versión en Directo Edición 2021)

### Otros
- Barón en Divino (2002) (DVD y VHS)
- El rock de nuestra transición: Barón, Obús, Asfalto (2004) (DVD)
- Las Aventuras del Barón (2005) (DVD)
- Desde Barón a Bilbao (2007) (DVD)
- En clave de Rock (2009) (DVD)
- Rocktiembre (2016) (DVD)

### Colaboraciones
- 1998. Mägo de Oz, álbum La leyenda de la Mancha, canción "Réquiem" (con Carlos y Armando de Castro)
- 2000. Metal Gods (Tributo a Judas Priest), canción "You've Got Another Thing Coming"
- 2001. Tributo a V8, canción "Parcas Sangrientas"
- 2002. Kärma, álbum Doble Filo, canción "Sin Dirección" (con Carlos de Castro)
- 2003. Muro, álbum Este muro no se cae, canción "Por siempre" (con Armando de Castro)
- 2004. Metal Mareny, álbum Siente la fuerza, canción "No me rindo" (con Carlos de Castro)
- 2022. Tierra Santa, álbum Todos somos uno, canción "Nerón" (con Armando de Castro)